# Euronext
Euronext NV és una borsa de valors paneuropea amb seu a Amsterdam. Es va constituir el 22 de setembre de 2000 com un grup de  borses de valors europeu derivat de la fusió de la Bourse de Paris, Borsa d'Amsterdam i Borsa de Brussel·les a les quals posteriorment es van unir altres borses europees. Té representació en Bèlgica, França,  Holanda, Portugal i Regne Unit.
Euronext l'any 2002 va créixer amb l'entrada de  BVLP (Borsa de Valors de Lisboa i Porto) i la LIFFE (London International Financial Futures and Options Exchange, en anglès, Mercat Internacional de Futurs i Opcions de Londres).
El mercat 'Euronext', és el primer mercat integrat europeu de negociació d'accions, bons i  derivats.

## Estructura
El mercat Euronext Amsterdam es divideix en el Mercat Oficial i l'Euro NM. Al Mercat Oficial cotitzen 225 companyies holandeses, 140 empreses estrangeres i 220 institucions d'inversió. El Mercat NM Euro està reservat a empreses innovadores d'alt creixement. El 2007 va formar al costat de l'americana NYSE la principal companyia borsària del món: NYSE Euronext, amb seu central a Nova York.
A Europa està composta per:
- Euronext París (Borsa de París)
- Euronext Amsterdam (antiga Borsa d'Amsterdam)
- Euronext Brussels (Borsa de Brussel·les)
- Euronext Lisboa (Borsa de Valors de Lisboa i Porto)
- Euronext LIFFE (London International Financial Futures and Options Exchange)